# Apolonia (województwo łódzkie)
Apolonia – wieś w Polsce położona w województwie łódzkim, w powiecie łaskim, w gminie Wodzierady.
W latach 1975–1998 miejscowość administracyjnie należała do województwa sieradzkiego.
Apolonia to niewielka miejscowość letniskowa sąsiadując bezpośrednio z miejscowością Dziektarzew. W okolicznym krajobrazie dominują lasy i pola. Miejsce to zdominowane jest przez zabudowę letniskową.
Okoliczne miejscowości: Lutomiersk, Wrząca, Wandzin, Kwiatkowice, Wodzierady.
Połączenie komunikacyjne z Łodzią: 
- PKS do Lutomierska
- Tramwaj do Lutomierska
- PKS do Wandzina